# Pop Secret Microwave Popcorn 400
Das Pop Secret Microwave Popcorn 400 war ein Rennen im NASCAR Winston Cup, welches zwischen 1965 und 2003 auf dem North Carolina Speedway in Rockingham, North Carolina ausgetragen wurde.

## Sieger

### Pop Secret Microwave Popcorn 400
- 2003: Bill Elliott
- 2002: Johnny Benson
- 2001: Joe Nemechek
- 2000: Dale Jarrett
- 1999: Jeff Burton

### AC Delco 400
- 1998: Jeff Gordon
- 1997: Bobby Hamilton
- 1996: Ricky Rudd
- 1995: Ward Burton

### AC Delco 500

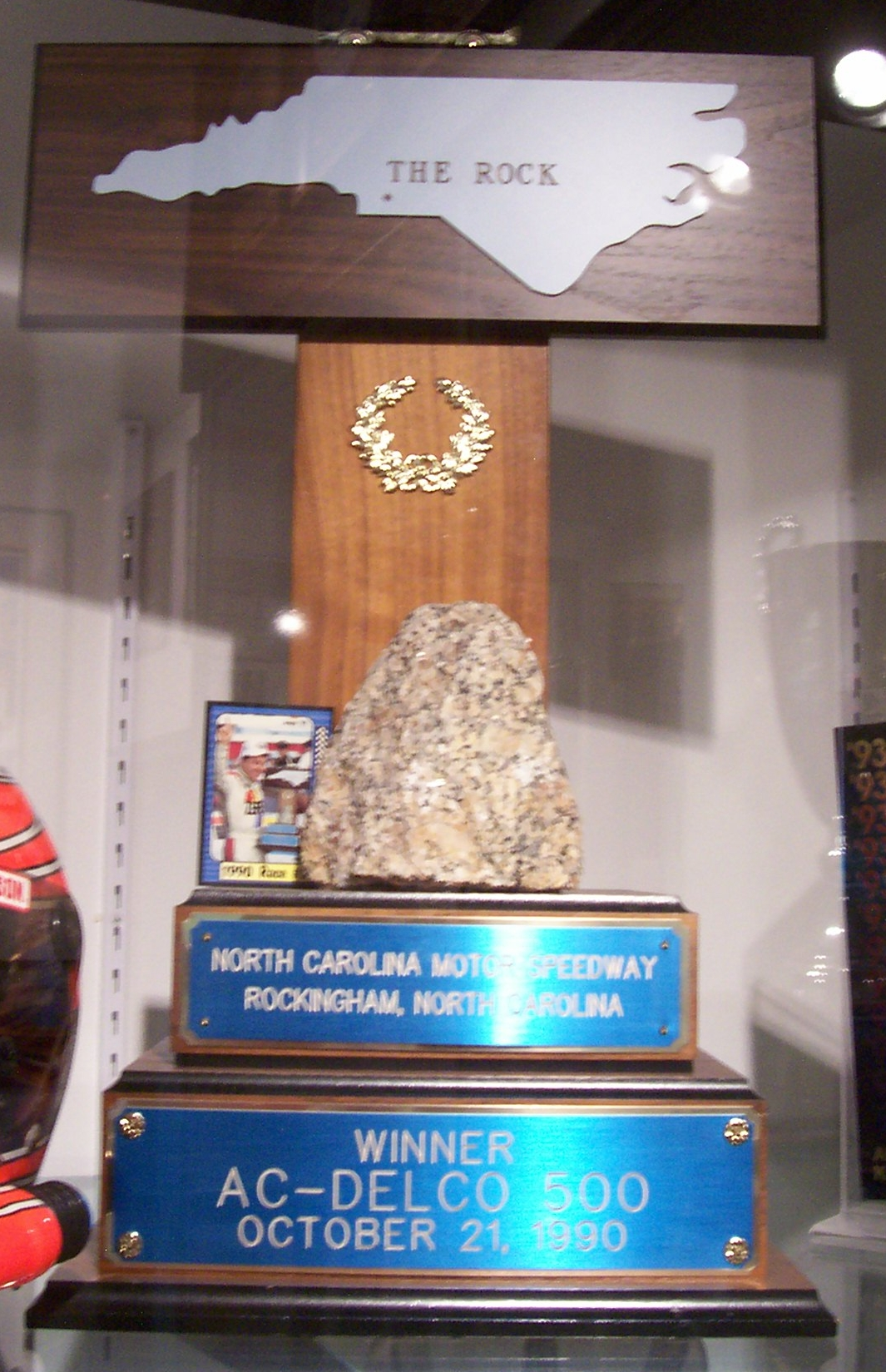
Siegertrophäe von Alan Kulwicki aus dem Jahre 1990

- 1994: Dale Earnhardt
- 1993: Rusty Wallace
- 1992: Kyle Petty
- 1991: Davey Allison
- 1990: Alan Kulwicki
- 1989: Mark Martin
- 1988: Rusty Wallace
- 1987: Bill Elliott

### Nationwise 500
- 1986: Neil Bonnett
- 1985: Darrell Waltrip

### Walter W. Hodgdon American 500
- 1984: Bill Elliott
- 1983: Terry Labonte
- 1982: Darrell Waltrip

### American 500
- 1981: Darrell Waltrip
- 1980: Cale Yarborough
- 1979: Richard Petty
- 1978: Cale Yarborough
- 1977: Donnie Allison
- 1976: Richard Petty
- 1975: Cale Yarborough
- 1974: David Pearson
- 1973: David Pearson
- 1972: Bobby Allison
- 1971: Richard Petty
- 1970: Cale Yarborough
- 1969: LeeRoy Yarbrough
- 1968: Richard Petty
- 1967: Bobby Allison
- 1966: Fred Lorenzen
- 1965: Curtis Turner